# Сакарский этрап
Сакарский этрап (туркм. Sakar etraby) — упразднённый этрап в Лебапском велаяте Туркменистана.
Образован в декабре 1938 года как Сакарский район Туркменской ССР.
В ноябре 1939 Сакарский район отошёл к новообразованной Чарджоуской области.
В 1956 Сакарский район был упразднён (его территория при этом была передана в Куйбышевский район), но в ноябре 1975 восстановлен в составе Чарджоуской области.
В августе 1988 Сакарский район вновь был упразднён.
14 декабря 1992 года Сакарский район вошёл в состав Лебапского велаята и был переименован в Сакарский этрап.
25 ноября 2017 года Парламентом Туркменистана Сакарский этрап был упразднён, а его территория передана в Саятский этрап.